# Bouvante
Bouvante település Franciaországban, Drôme megyében. Lakosainak száma 211 fő (2022. január 1.). Bouvante La Chapelle-en-Vercors, Léoncel, Omblèze, Oriol-en-Royans, Saint-Jean-en-Royans, Saint-Julien-en-Quint, Saint-Laurent-en-Royans, Saint-Martin-le-Colonel és Vassieux-en-Vercors községekkel határos.

## Népesség
A település népességének változása:
| Lakosok száma | 250  | 219  | 220  | 237  | 244  | 252  | 226  | 212  | 210  | 211  |
|               | 1968 | 1982 | 1990 | 2006 | 2013 | 2015 | 2017 | 2019 | 2020 | 2022 |